# Rojda Felat
Rojda Felat (en arabe : روجدا فلات), née vers 1980 à Qamichli dans le gouvernorat de Hassaké, en Syrie, est une commandante militaire et féministe révolutionnaire kurde.

## Biographie

### Jeunesse
Rojda Felat naît vers 1980 à Qamichli, dans nord-est de la Syrie. Selon un entretien accordé au New Yorker fin 2017, Rojda Felat serait née aux alentours de 1977, issue d'une grande famille commerçante, mais son père est un paysan pauvre. En 2004, elle participe aux émeutes dans sa ville natale. Ses origines sont disputées, il a ainsi même été avancé qu'elle était née en Turquie, à Batman, ce qui a été démenti par ses proches.
Elle commence tardivement, en raison de difficultés économiques, des études de littérature arabe à l'université de Hassaké. Elle ambitionne également de rejoindre l'académie militaire pour devenir officière dans l'armée syrienne.

### Guerre civile syrienne

#### Engagement militaire et bataille de Kobané
Rojda Felat est toujours étudiante lorsque débute la révolution syrienne en 2011. Elle retourne alors à Qamichli avec plusieurs dizaines d'autres étudiants et rejoint les rangs des YPG, la branche militaire du PYD, qui prend le contrôle de plusieurs villes dans le nord de la Syrie après le retrait de l'armée syrienne en juillet 2012,.
En 2013, son frère cadet, Mezul, également combattant dans les rangs des YPG, est tué par l'explosion d'un engin explosif placé sur une route.
Une fois enrôlée dans l'armée, elle ne reçoit qu'un entraînement de quelques jours avant qu'on lui confie une arme face au risque montant d'une guerre civile en Syrie. Rojda Felat combat au sein des Unités de protection de la femme (YPJ) à partir de 2013, puis dans les Forces démocratiques syriennes (FDS) à partir de 2015. Elle prend part à plusieurs batailles contre l'État islamique. En 2014 et 2015, elle participe à la bataille de Kobané, où elle est à la tête d'une unité de onze combattantes, dont cinq trouvent la mort pendant les combats et deux autres sont blessées. Rojda Felat est elle-même touchée par un éclat d'obus. Après Kobané, elle est mise à la tête de 45 combattants, puis de 300.

#### Opérations à l'est de la Syrie et campagne de Racca
Elle combat ensuite à la bataille de Tall Abyad en mai-juin 2015 près de Raqqa et celles d'bataille d'Al-Chaddadeh en février 2016. Puis, en mai 2016, elle dirige 15 000 combattants des FDS lors de la courte offensive de Raqqa de mai 2016,. Elle prend part ensuite à la bataille de Manbij. En novembre 2016, à la tête de 45 000 membres des FDS, elle commande la première phase de l'offensive sur Raqqa,. À partir de juin 2017 et de l'entrée des FDS dans la ville, elle fait partie du haut commandement lors de la bataille de Raqqa,,.
Le 18 octobre, au lendemain de la prise de Raqqa, la commandante Rojda Felat plante symboliquement le drapeau des Forces démocratiques syriennes sur le rond-point de la place al-Naïm.

### Opinions
Rodja Felat s'affirme comme féministe,, et admiratrice de figures comme Rosa Luxemburg, Leyla Qasim ou Sakine Cansiz. Elle prend l'engagement de ne jamais quitter les YPG, ni de se marier et d'avoir d'enfants. Elle se déclare également musulmane, croyante mais non pratiquante,.

## Représentations
Elle est l'une des trois protagonistes du documentaire I Am the Revolution (2018) réalisé par Benedetta Argentieri, aux côtés de deux autres activistes féministes qui luttent également pour la liberté et l'égalité de genre, Selay Ghaffar et Yanar Mohammed.